# توربیورن کورنباک
توربیورن کورنباک (سوئدی: Torbjörn Kornbakk؛ زادهٔ ۲۸ مهٔ ۱۹۶۵) کشتی‌گیر اهل سوئد بود.
وی در مسابقات کشوری و بین‌المللی در مجموع برندهٔ ۲ مدال طلا، ۱ مدال نقره، ۴ مدال برنز شده‌است.